# 基奧加·科巴希澤
基奧加·科巴希澤（1989年1月15日—），生於格魯吉亞，格魯吉亞足球運動員，司職中場，曾效力格魯吉亞和土耳其的球會，於2009年8月到新升上甲組的大中跟操，於2010年1月加盟另一港甲球隊愉園，球隊降班後繼續留效在乙組角逐。

## 外部連結
- 香港足球總會網站球員資料 （页面存档备份，存于）